# Schistocarpha hondurensis
Schistocarpha hondurensis là một loài thực vật có hoa trong họ Cúc. Loài này được Standl. & L.O.Williams miêu tả khoa học đầu tiên năm 1952.